# Paolo Bergamo
Paolo Bergamo (Livorno, 1943. április 21. –) olasz nemzetközi labdarúgó-játékvezető.

## Pályafutása

### Nemzeti játékvezetés
1975-ben lett a Seria-A játékvezetője. Az aktív nemzeti játékvezetést 1988-ban fejezte be. Első ligás mérkőzéseinek száma: 152.

#### Nemzeti kupamérkőzések
Vezetett Kupa-döntők száma: 1.

##### Olasz labdarúgókupa
1982-ben az olasz JB szakmai felkészültségét elismerve megbízta az első döntő mérkőzés koordinálására.
| Időpont        | Helyszín                 | Mérkőzés típusa     | Mérkőzés                           | Eredmény |
| -------------- | ------------------------ | ------------------- | ---------------------------------- | -------- |
| 1982. május 5. | San Siro Stadion, Milánó | első döntő mérkőzés | FC Internazionale Milano–Torino FC | 1 : 0    |

### Nemzetközi játékvezetés
Az Olasz labdarúgó-szövetség Játékvezető Bizottsága (JB) terjesztette fel nemzetközi játékvezetőnek, a Nemzetközi Labdarúgó-szövetség (FIFA) 1979-től tartotta nyilván bírói keretében. Több nemzetek közötti válogatott és klubmérkőzést vezetett, vagy működő társának partbíróként segített. Az olasz nemzetközi játékvezetők rangsorában, a világbajnokság-Európa-bajnokság sorrendjében többedmagával a 18. helyet foglalja el 6 találkozó szolgálatával. Az aktív nemzetközi játékvezetéstől 1988-ban búcsúzott el. Válogatott mérkőzéseinek száma: 9.

#### Labdarúgó-világbajnokság
A világbajnoki döntőhöz vezető úton Spanyolországba a XII., az 1982-es labdarúgó-világbajnokságra és Mexikóba a XIII., az 1986-os labdarúgó-világbajnokságra a FIFA JB bíróként alkalmazta.

##### 1982-es labdarúgó-világbajnokság

###### Selejtező mérkőzés
| Időpont         | Helyszín                   | Mérkőzés típusa           | Mérkőzés                  | Eredmény | Nézők száma |
| --------------- | -------------------------- | ------------------------- | ------------------------- | -------- | ----------- |
| 1981. június 3. | Råsunda Stadion, Stockholm | előselejtező (6. csoport) | Svédország–Észak-Írország | 1 : 0    | 21 431      |

##### 1986-os labdarúgó-világbajnokság

###### Selejtező mérkőzés
| Időpont         | Helyszín                  | Mérkőzés típusa           | Mérkőzés       | Eredmény | Nézők száma |
| --------------- | ------------------------- | ------------------------- | -------------- | -------- | ----------- |
| 1985. június 2. | Lansdowne Stadion, Dublin | előselejtező (6. csoport) | Írország–Svájc | 3 : 0    | 17 300      |

#### Labdarúgó-Európa-bajnokság
Az európai-labdarúgó torna döntőjéhez vezető úton Franciaországba a VII., az 1984-es labdarúgó-Európa-bajnokságra az UEFA JB játékvezetőként foglalkoztatta.

##### 1984-es labdarúgó-Európa-bajnokság

###### Selejtező mérkőzés
| Időpont           | Helyszín                               | Mérkőzés típusa           | Mérkőzés                | Eredmény | Nézők száma |
| ----------------- | -------------------------------------- | ------------------------- | ----------------------- | -------- | ----------- |
| 1982. október 6.  | Heysel Stadion, Brüsszel               | előselejtező (1. csoport) | Belgium–Svájc           | 3 : 0    | 16 808      |
| 1983. február 16. | Ramón Sánchez Pizjuán Stadion, Sevilla | előselejtező (7. csoport) | Spanyolország–Hollandia | 1 : 0    | 45 000      |
| 1983. október 16. | Spyridon Louis Stadion, Athén          | előselejtező (3. csoport) | Görögország–Dánia       | 0 : 2    | 32 000      |

###### Európa-bajnoki mérkőzés
| Időpont          | Helyszín                     | Mérkőzés típusa | Mérkőzés                 | Eredmény | Nézők száma |
| ---------------- | ---------------------------- | --------------- | ------------------------ | -------- | ----------- |
| 1984. június 23. | Vélodrome Stadion, Marseille | egyik elődöntő  | Franciaország–Portugália | 3 : 2    | 54 848      |

#### Nemzetközi kupamérkőzések

##### UEFA-kupa
| Időpont          | Helyszín                       | Mérkőzés típusa             | Mérkőzés                        | Eredmény |
| ---------------- | ------------------------------ | --------------------------- | ------------------------------- | -------- |
| 1985. október 2. | SK Prosek Praha Stadion, Prága | előselejtező (első forduló) | FC Bohemians Praha–Győri ETO FC | 4 – 1    |

## Sportvezetőként
1999-től 2005-ig az Olasz Labdarúgó-szövetség JB munkáját segítette. 2005-ben felfüggesztették tevékenységét, mert az olasz ügyészség vesztegetés vádjával eljárást indított ellene.[forrás?]

## Negatív sztori
Szakmai pályafutására rányomta bélyegét a korrupció. 1984-ben a AS Roma elnökének, Dino Violának a felkérésére Roma–Dundee United FC mérkőzést irányító Michel Vautrot játékvezetőnek felajánlott 50.000 dollárt, ha a mérkőzés eredménye előnyös lesz a Roma javára.